# Coventya
[carece de fontes?]
O Grupo Coventya é uma empresa internacional que fornece produtos químicos especiais para eletrodeposição, tratamento de superfícies e controle de atrito. Esses produtos químicos são usados na chamada indústria GMF (Acabamento Geral de Metal). O tratamento de superfície é usado em várias indústrias, tais como construção civil, acessórios sanitários, moda, artigos de luxo, indústria eletrônica ou petrolífera.
O grupo está presente em mais de 60 países e emprega mais de 670 pessoas (2018). O seu volume de negócios global é de cerca de 150 milhões de euros. O grupo foi criado em 1927 como Société Continentale Parker. A empresa fazia parte do grupo Chemetall localizado em Frankfurt, na Alemanha.
A Coventya é representada mundialmente com unidades de produção no Brasil, Itália, Alemanha, Reino Unido, Índia, Coréia do Sul, China, México, Turquia e EUA.

## História
A história da Coventya está ligada à Société Continentale Parker, em Clichy (92, França). Em 1927, quatro pioneiros da aviação: Louis Paulhan, Enea Bossi, Pierre Prier e Robert Dete criaram a Société Continentale Parker com base numa licença para Parkerisation da Parker à prova de corrosão em Detroit (MI, EUA). Em 1930, a Continentale Parker iniciou suas atividades de deposição com base num contrato de licença da Udylite, também de Detroit. O primeiro produto licenciado introduzido no mercado foi um abrilhantador orgânico para revestimento de cádmio.
Durante a década de 1960, a Continentale Parker especializou-se no revestimento de metais preciosos devido à distribuição dos processos Sel-Rex de Nutley (NJ, EUA).
Em 1965, o grupo alemão Metallgesellschaft AG adquiriu a maior parte das ações da Société Continentale Parker. Mais tarde, foi integrado na Chemetall GmbH, criada em 1984 para reagrupar todas as suas atividades de especialidades químicas. A internacionalização começou com a criação de departamentos de eletrodeposição na Chemetall Benelux e Espanha, seguida em 1988, por uma nova política externa de desenvolvimento orientada para a Europa Ocidental:
- Barattini, Itália (1989) [8]

- Polar, Itália (1993) [9]

- TECS, França (1994) [10]

- Pelidag, França (1995) [11]

- Weiland, Alemanha (1996) [12]

O grupo eliminou a diversidade de nomes criando uma nova identidade única em 1998: Chemetall Plating Technologies.
As especulações arriscadas da Metallgesellschaft sobre o futuro do petróleo, em 1993, fizeram com que ela se separasse da atividade de deposição e levassem à venda a empresa em 2000, que então se tornou Coventya.
A Coventya continuou a perseguir a tendência de globalização, favorecendo o desenvolvimento externo da empresa por aquisição:
- Folke-Stigen, Suécia (2001) [14]

- McGean Rohco México (2002) [15]

- CGT / Auromet, Itália (2002) [16]

- CGL, Brasil (2003) [17]

- Sirius Technologies, EUA (2004) [18]

- Coventya (Suzhou) Chemicals, China, (2006) [19]

- Taskem, EUA (2007) [20]

- Palojoki, Finlândia (2008)

- Plating Business of Chemetall-Rai, Índia (2011) [21]

- Molecular Technologies, UK (2012) [22]

- Ecostar Co. Ltd Coreia do Sul (2012) [23]

- Politeknik, Turquia (2017) [24]

- Telbis Turquia (2017) [25]

- MicroGLEIT, Alemanha (2018) [26]

No Brasil
A Coventya Química Ltda. é resultado da fusão entre a Coventya Ltda (Diadema/SP) e o Centro Galvanotécnico Latino Ltda. (Caxias do Sul/RS) em 2003. Nos anos seguintes a Tecnolife - Indústria e Comércio de Equipamentos (Caxias do Sul/RS – 2004) ativa no segmento de equipamentos para tratamento de efluentes, a CGP - Centro Galvanotécnico Paulista Ltda (São Paulo/SP - 2007) e a CGI-Coventya - Distribuidora de Produtos Químicos Ltda (Sumaré/SP - 2011) foram integradas. Sendo uma empresa do Grupo Coventya, a CGL tornou-se Coventya Química Ltda em 2007. A produção fabril está localizada em Caxias do Sul/RS e sua filial em Diadema/SP.

## Estrutura Capital
Após a aquisição da Société Continentale Parker em 1965, a Chemetall GmbH foi criada em 1982 para gerenciar todas as especialidades químicas do grupo. A Chemetall foi então integrada ao Dynamit Nobel em 1992, a nova subsidiária da Metallgesellschaft.
Em 2000, a atividade tornou-se independente após um MBO (Operação de Compra) com o apoio da Quadriga Capital, Frankfurt para o financiamento de capital. Após a saída da Quadriga em 2006, o banco francês Natixis, através de sua subsidiária iXEN, assumiu o papel de acionista majoritário. Uma característica especial da estrutura foi uma participação significativa dos funcionários no capital da empresa. Em 2011, o Barclays Private Equity (renomeada Equistone Partners Europe) assumiu a maioria das ações e o papel da iXEN na COVENTYA Holding SAS, com sede em Clichy, França.
Desde 2012, a sede da Coventya está localizada em Villeneuve-la-Garenne (próximo de Paris)  e o acionista majoritário é atualmente de investimento europeu da Silverfleet Capital.

## Plantas de produção
- Gütersloh, Alemanha[31]
- Villorba, Itália[32]
- Agliana, Itália[33]
- Wolverhampton, Reino Unido[34]
- Cleveland, Ohio, EUA
- Cidade do México, México[35]
- Caxias do Sul, Brasil[36]
- Suzhou, China[37]
- Pune, Índia[38]
- Cheonan, Coreia do Sul[39]
- Johor, Malásia
- Istambul, Turquia

## Volume de Negócio
A distribuição do volume de negócios em 2017 foi a seguinte:
- Europa: 57%

- Américas: 23%

- Ásia: 20%

## Produtos
A Coventya desenvolve, fabrica e distribui uma linha completa de produtos para a indústria de eletrodeposição, tais como:
- Preparação: desengraxantes, decapantes, ativadores, produtos de polimento químico e eletrolítico

- Proteção contra corrosão: zinco e zinco ligas, passivadores, cromo VI e revestimentos de conversão isento de cobalto e Top-coats

- Lubrificação: revestimentos anti atrito, pastas lubrificantes

- Funcional: níquel químico[40] e cromo duro

- Decorativo: cobre, níquel e suas ligas, cromo trivalente

- Metais preciosos: gama completa de metais puros e suas ligas: ouro, prata, paládio, ródio, platina, rutênio (opções isentas de níquel e cádmio estão disponíveis)
- Tratamento de superfícies de alumínio: desengraxantes, condicionadores, abrilhantadores de superfícies, desoxidantes ácidos e aditivos de anodização, bem como, diversos agentes de coloração, revestimentos de conversão química e selantes.

- Eletrorevestimentos catódicos: agentes molhadores, solventes, verniz cataforético e colorido